# Johannes Linneborn
Johannes Linneborn (* 5. März 1867 in der Freiheit Hagen bei Sundern im Kreis Arnsberg; † 22. Januar 1933 in Paderborn) war römisch-katholischer Kanoniker, Geistlicher und Landtagsabgeordneter des Zentrum im Preußischen Landtag.

## Leben

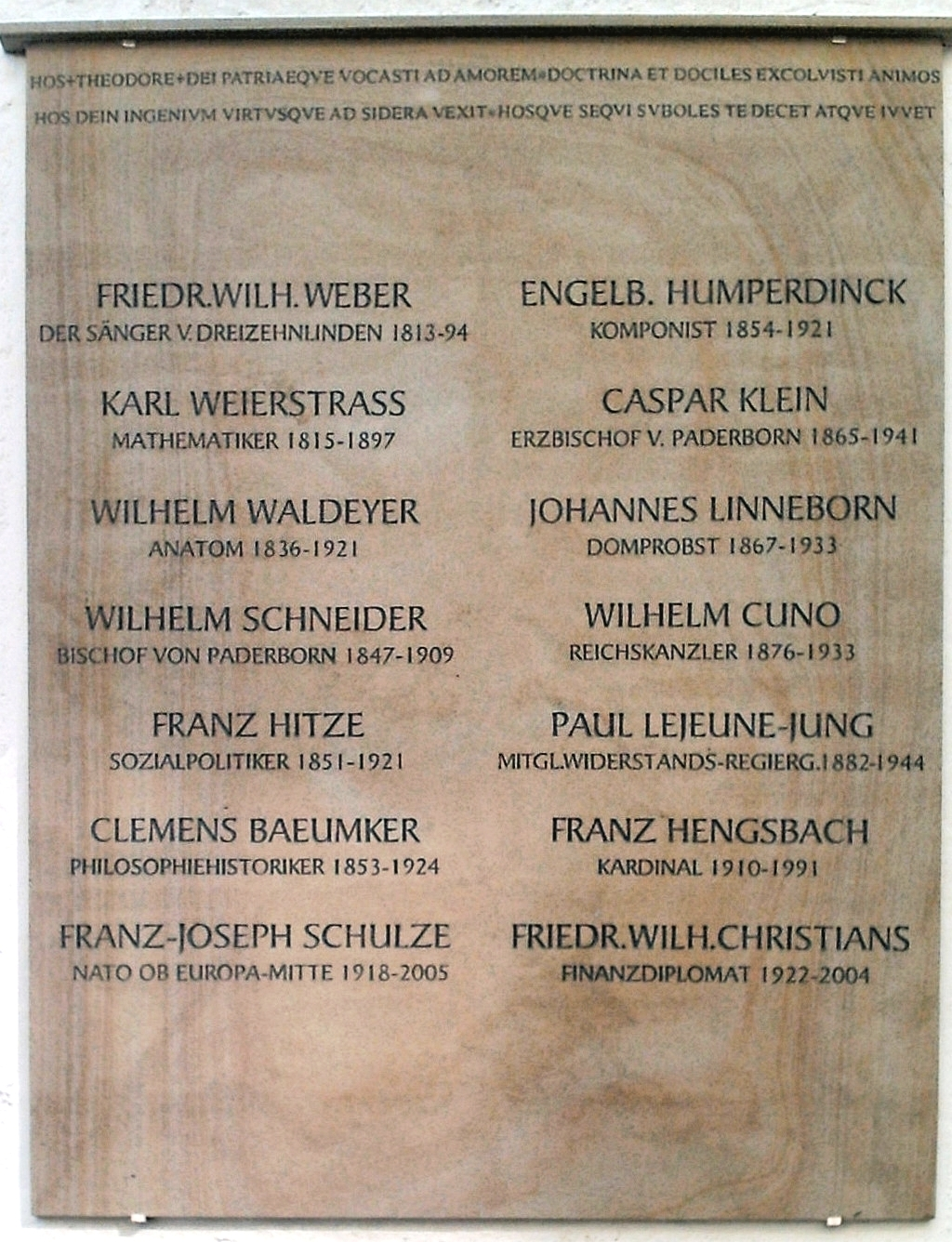
Ehrentafel am Gymnasium Theodorianum in Paderborn: Rechte Seite: Dritter von oben: Johannes Linneborn

Johannes Linneborn studierte von 1888 bis 1892 in Paderborn, Tübingen und Münster Philosophie und Theologie und empfing 1892 in Paderborn die Priesterweihe. Nach vierjähriger Seelsorgstätigkeit an der St.-Elisabeth-Kirche in Alsleben (Saale) studierte er von 1896 bis 1899 in Münster Philologie, Geschichte und Theologie und wurde 1898 zum Dr. phil. und 1899 zum Dr. theol. promoviert.
Nach mehrjährigem Schuldienst und einjährigem Studienaufenthalt in Rom wurde Linneborn 1910 zum Professor für Kirchenrecht an der Philosophisch-Theologischen Akademie Paderborn berufen. 1918 wurde er zum Professor für Kirchenrecht in Bonn ernannt, trat dieses Amt jedoch wegen der französischen Besetzung des Rheinlands nicht an, sondern schied 1919 auf eigenes Ersuchen aus dem Staatsdienst aus. Zuvor hatte er während der Novemberrevolution er eine führende Rolle im Paderborner Volksrat gespielt und vertrat dort katholische Positionen.
Da der Paderborner Lehrstuhl inzwischen mit Franz Egon Schneider besetzt war, wurde Linneborn 1919 Domkapitular in Paderborn, 1921 Offizial und 1922 Dompropst des Paderborner Dom. Von 1924 bis 1933 war er als Abgeordneter der Deutschen Zentrumspartei Mitglied des Preußischen Landtags.
Linneborn hat sich wissenschaftlich vor allem auf den Gebieten des Kirchenrechts und der Kirchengeschichte Verdienste erworben. Darüber hinaus wirkte er mit viel Eifer und Erfolg in der kirchlichen Verwaltung und in der Politik; besonders hervorzuheben ist sein Bemühen um das Zustandekommen des Preußenkonkordats von 1929.
Linneborn war seit 1889 Mitglied der katholischen Studentenverbindung AV Guestfalia Tübingen und wurde später noch Mitglied der VKDSt Saxonia Münster im CV. Im Jahr 1908 wurde er zum ordentlichen Mitglied der Historischen Kommission für Westfalen gewählt, der er ab 1914 als Ausschussmitglied und ab 1923 auch als Stifter angehörte. Von 1909 bis 1924 war er Direktor des Vereins für Geschichte und Altertumskunde Westfalens, Abteilung Paderborn.

## Schriften
- Der Zustand der westfälischen Benediktinerklöster in den letzten 50 Jahren vor ihrem Anschluss an die Bursfelder Kongregation. In: Zeitschrift für vaterländische Geschichte und Altertumskunde, Jg. 56 (1898) 1. Abteilung, S. 1–64.
- Die Reformation der westfälischen Benediktinerklöster im 15. Jahrhundert durch die Bursfelder Kongregration. Diss., Königliche Akademie Münster 1899.
- Zur Reformtätigkeit des Erzbischofs von Köln Adolf III. von Schaumburg in Westfalen. Regensberg, Münster 1907.
- Die Kirchenbaupflicht der Zehntbesitzer im früheren Herzogtum Westfalen. Bonifacius, Paderborn 1915.
- Die Tätigkeit der „Wickerschen“ aus Dahl. Eine Untersuchung vor dem Archidiakonatsgericht in Paderborn 1696. Coppenrath, Münster 1917.
- Die kirchliche Baulast im ehemaligen Fürstbistum Paderborn rechtsgeschichtlich dargestellt. Schöningh, Paderborn 1917.
- Inventar des Archivs des Bischöflichen Generalvikariats zu Paderborn. Aschendorff, Münster 1920.
- Grundriss des Eherechts nach dem Codex Iuris Canonici. Schöningh, Paderborn 1922.
- Inventare der nichtstaatlichen Archive des Kreises Paderborn. Aschendorff, Münster 1923.